# Fabienne Schweizer
Fabienne Schweizer (* 10. August 1997) ist eine Schweizer Ruderin.

## Sportliche Karriere
Fabienne Schweizer gewann bei den U23-Weltmeisterschaften 2016 in Rotterdam die Silbermedaille im Leichtgewichts-Doppelvierer. 2017 in Plowdiw in der gleichen Bootsklasse und 2019 in Sarasota im Doppelvierer wurde sie Vierte.
In der Erwachsenenklasse nahm sie 2019 an den Europameisterschaften in Luzern teil und wurde Achte mit dem Doppelvierer. Zwei Jahre später bei den Europameisterschaften in Varese belegte der Schweizer Doppelvierer als drittes Boot im B-Finale den neunten Platz in der Gesamtwertung. 2022 bei den Europameisterschaften in München trat Schweizer mit Nina Wettstein im Doppelzweier an und ruderte auf den zehnten Rang. Bei den Weltmeisterschaften 2022 in Račice u Štětí wurden die beiden Zwölfte.
2023 kehrte Fabienne Schweizer in den Doppelvierer zurück. Bei den Europameisterschaften in Bled belegten Salome Ulrich, Fabienne Schweizer, Pascale Walker und Lisa Lötscher den sechsten Platz. Schweizer und Lözscher traten auch im Doppelzweier an und wurden dort Siebte. Bei den Weltmeisterschaften in Belgrad startete nur der Doppelvierer in der Besetzung Schweizer, Lötscher, Walker und Célia Dupré. Mit dem vierten Platz im A-Finale war auch der Startplatz für die Olympischen Spiele 2024 gesichert.
2024 trat der Schweizer Doppelvierer bei den Europameisterschaften in Szeged mit Schweizer, Sofia Meakin, Dupré und Lötscher an und überquerte die Ziellinie als fünftes Boot. Bei den Olympischen Spielen in Paris war wieder Pascale Walker für Sofia Meakin dabei. Im Doppelvierer traten insgesamt neun Boote an. Nach dem dritten Platz im Vorlauf siegten die Schweizerinnen im Hoffnungslauf. Im Endlauf gewannen die Britinnen knapp vor dem niederländischen Boot. Drei Sekunden dahinter erreichten die Deutschen das Ziel als Dritte mit 0,42 Sekunden Vorsprung vor den Schweizerinnen, die ihrerseits wieder fast drei Sekunden vor den Fünften ins Ziel kamen.
Fabienne Schweizer rudert für den See-Club Luzern. Sie hat ein Studium an der Eidgenössischen Hochschule für Sport in Magglingen absolviert. Schweizer ist mehrfache Schweizer Meisterin.

## Fussnoten
1. ↑  Finale 2024 bei olympics.com
2. ↑  Fabienne Schweizer bei olympics.com
3. ↑  Resultate bei www.fabienneschweizer.com

| Personendaten    | Personendaten       |
| ---------------- | ------------------- |
| NAME             | Schweizer, Fabienne |
| KURZBESCHREIBUNG | Schweizer Ruderin   |
| GEBURTSDATUM     | 10. August 1997     |